# Michael S. Mahoney
Michael Sean Mahoney (* 30. Juni 1939 in New York City; † 23. Juli 2008 in Princeton, New Jersey) war ein US-amerikanischer Mathematikhistoriker und Informatiker.

## Leben
Mahoney studierte an der Harvard University mit dem Bachelor-Abschluss 1960 (magna cum laude) und wurde 1967 an der Princeton University in Wissenschaftsgeschichte bei Thomas S. Kuhn promoviert (The royal road: the development of algebraic analysis from 1550–1650). Er studierte auch zwei Jahre nach seinem Bachelor-Abschluss bei Kurt Vogel an der Universität München, bevor er seine Dissertation im von Charles Gillispie neu eingerichteten Programm für Wissenschaftsgeschichte in Princeton begann. 1965 wurde er Instructor an der Princeton University und 1980 Professor für Geschichte. 
Er war Mitglied der Association for Computing Machinery (in deren Conference Board er ab 1987 Mitglied war), des IEEE und der History of Science Society.

## Wirken
Mahoney schrieb eine Biografie von Pierre de Fermat als Mathematiker, in der er Fermats mathematische Arbeiten nicht aus späterer Sicht, sondern im Kontext seiner Zeitgenossen darstellte. Da man bei Fermat fast nur auf dessen eigene Schriften angewiesen ist (es gibt nur eine Veröffentlichung zu Lebzeiten) sowie auf den Briefwechsel mit Zeitgenossen, beruhte die Biographie vor allem auf der Interpretation von Fermats Schriften. Die erste Auflage fand einen berühmten Verriss durch André Weil, von anderen wie Derek Thomas Whiteside wurde es dagegen gelobt und als längst überfällige Biographie Fermats als Mathematiker begrüßt. Ein Buch über Christian Huygens war in Vorbereitung bei seinem Tod und er veröffentlichte über Isaac Newton, Isaac Barrow und René Descartes. Ein Thema war der Übergang von geometrischen zu algebraischen Denkweisen in der frühen Analysis. Neben Mathematik und Naturwissenschaft in der frühen Neuzeit, speziell des 17. Jahrhunderts, befasste er sich auch mit Computer-Geschichte. Sein Interesse für Computer stammte noch aus seiner Studienzeit Ende der 1950er Jahre, in der er nebenbei als Programmierer arbeitete.
Er ist nicht mit dem Informatiker Michael W. Mahoney (Stanford University) zu verwechseln.
Jed Z. Buchwald war sein Assistent.

## Schriften
- Biographie von Fermat in Dictionary of Scientific Biography
- The mathematical career of Pierre de Fermat (1601-1665), Princeton University Press, 1973, 2. Auflage 1994
- Histories of Computing, Harvard University Press 2011 (herausgegeben von Thomas Haigh)

Einige Aufsätze:
- Barrow's mathematics: between ancients and moderns, in: M. Feingold (Herausgeber) Before Newton: The Life and Times of Isaac Barrow, Cambridge Univ. Press, Cambridge, 1990, S. 179–249 (Kapitel 3)
- Die Anfänge der algebraischen Denkweise im 17. Jahrhundert, Rete, Band 1, 1971/72, S. 15–31
- Another Look at Greek Geometrical Analysis, Archive for History of Exact Sciences, Band 5, 1968, S. 318–348
- Christiaan Huygens, The Measurement of Time and Longitude at Sea, in Henk Bos u. a. Studies on Christiaan Huygens, Lisse: Swets, 1980, S. 234–270
- Algebraic vs. Geometric Techniques in Newton's Determination of Planetary Orbits, in Paul Theerman, Adele F. Seeff (Herausgeber) Action and Reaction: Proceedings of a Symposium to Commemorate the Tercentenary of Newton's Principia, Newark: University of Delaware Press; London and Toronto: Associated University Presses, 1993, S. 183–205
- Fermat´s mathematics: proofs and conjectures, Science, Band 178, 1972, S. 30–36
- The Beginnings of Algebraic Thought in the Seventeenth Century, in S. Gaukroger (Herausgeber): Descartes: Philosophy, Mathematics and Physics, Sussex: The Harvester Press/Totowa, NJ: Barnes and Noble Books, 1980, Kapitel 5
- Infinitesimals and Transcendent Relations: The Mathematics of Motion in the Late Seventeenth Century, in D.C. Lindberg, R.S. Westman (Herausgeber): Reappraisals of the Scientific Revolution, Cambridge University Press, 1990, Kapitel 12
- The Mathematical Realm of Nature, in D.E. Garber u. a. (Herausgeber) Cambridge History of Seventeenth-Century Philosophy, Cambridge University Press, 1998, Band 1, S. 702–755
- Huygens and the Pendulum: From Device to Mathematical Relation, in E. Grosholz, H. Breger (Herausgeber) The Growth of Mathematical Knowledge, Dordrecht: Kluwer Academic Publishers, 2000, S. 17–39
- Charting the Globe and Tracking the Heavens: Navigation and the Sciences in the Early Modern Era, in Brett Steele, Tamera Dorland (Herausgeber) The Heirs of Archimedes: Technology, Science and the Art of War through the Age of Enlightenment, MIT Press, 2005, S. 221–230
- Calculation – Thinking – Computational Thinking: Seventeenth-Century Perspectives on Computational Science, in: Rudolf Seising, Menso Folkerts, Ulf Hashagen (Herausgeber): Form, Zahl, Ordnung. Studien zur Wissenschafts- und Technikgeschichte. Festschrift für Ivo Schneider zum 65. Geburtstag, Boethius: Texte und Abhandlungen zur Geschichte der Mathematik und der Naturwissenschaften, Stuttgart: Franz Steiner Verlag, 2004
- Drawing Mechanics, in Wolfgang Lefebvre (Herausgeber) Picturing Machines, 1400-1700, MIT Press, 2004

Eine Sammlung von seinen Aufsätzen zur Mathematikgeschichte im 17. Jahrhundert erschien in Japanisch (Mathematik in der Geschichte, 1982, 2. Auflage 2007). Er gab auch 1979 eine Übersetzung von Le Monde von Descartes heraus.